# Бичок кавказький
Бичок кавказький (Ponticola constructor) є Понто-Каспійським представником родини Gobiidae. Раніше відзначався як підвид бичка скельного Ponticola eurycephalus. Сягає 20 см довжини. Поширений в річках Північного Кавказу (Кубань та ін.) і Закавказзя (Чорохі, Псиртсха).